# Claude Chabrol

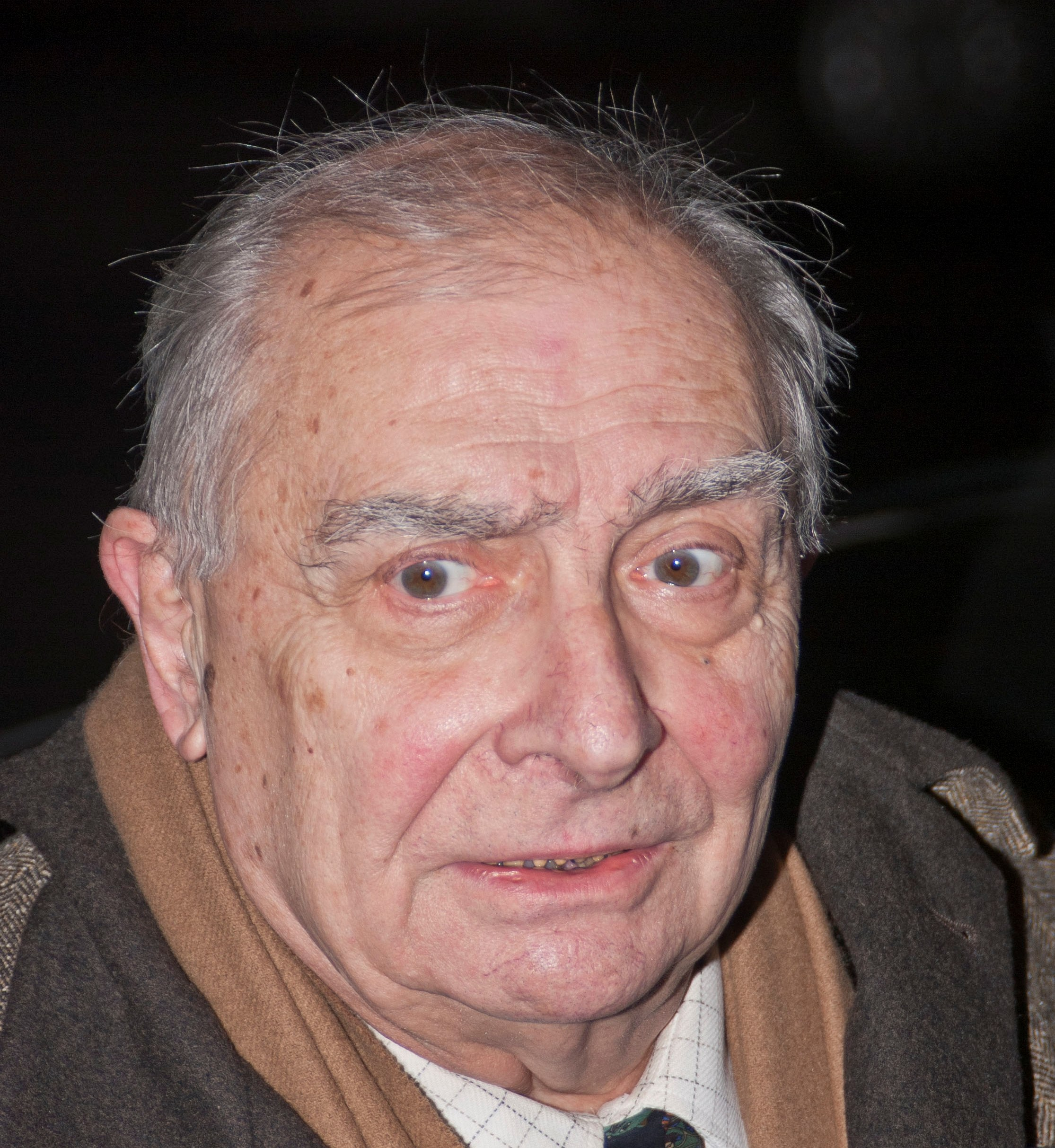
Claude Chabrol, 2009

Claude Henri Jean Chabrol [kloːd ʃaˈbʀɔl] (* 24. Juni 1930 in Paris; † 12. September 2010 ebenda) war ein französischer Filmregisseur, Drehbuchautor, Filmproduzent und Schauspieler. Er war einer der wichtigen Regisseure der Nouvelle Vague und bekannt für seine sozialkritischen Filme über die französische Bourgeoisie. Von Alfred Hitchcock beeinflusst, stellte er in vielen seiner Filme das Abgründige und Doppelbödige auf eine ironische und distanzierte Weise dar.

## Leben und Werk
Claude Chabrol stammte aus einer alteingesessenen Apothekerfamilie. Er wuchs bei den Großeltern im zentralfranzösischen Dorf Sardent auf (Département Creuse, Region Limousin). Im Alter von dreizehn Jahren gründete er einen Filmklub in einer Dorfscheune. Nach dem Ende des Zweiten Weltkrieges kehrte er nach Paris zurück, besuchte ein Gymnasium und studierte Literaturwissenschaften an der Sorbonne. Nach dem Staatsexamen war er für kurze Zeit in Jura und Pharmazie eingeschrieben. Nebenher besuchte er regelmäßig die Cinémathèque française und den Cineasten-Zirkel im Pariser „Café de la Comédie“, der von André Bazin ins Leben gerufen worden war. Gemeinsam mit Éric Rohmer verfasste er 1956 eine Monografie über sein filmisches Vorbild Alfred Hitchcock, die weltweit erste Hitchcock-Monografie überhaupt. Ende der 1950er Jahre wurde er Filmkritiker bei den Cahiers du cinéma. Chabrol brach schließlich sein Studium ab und arbeitete zunächst in der Presseabteilung von 20th Century Fox in Paris.
Obwohl ihn seine Eltern am Besuch der Pariser Filmhochschule (IDHEC) gehindert hatten und er auch nie als Regieassistent Erfahrungen sammeln konnte, legte er 1958 auf dem Filmfestival von Locarno seine erste Regiearbeit Die Enttäuschten vor. Drehort war das Dorf seiner Kindheit und Jugend. Mit einer Erbschaft und den Einnahmen aus seinem zweiten Film, Schrei, wenn du kannst  (1958), konnte er seine eigene Produktionsfirma AJYM gründen (der Name ist ein Akronym, gebildet aus den Initialen der Vornamen seiner ersten Frau und beider Söhne). Sie produzierte auch die Erstlingswerke von Éric Rohmer, Philippe de Broca und Jacques Rivette.
Seine erste Frau, Agnès Goute, „stammte aus reichem Hause, und wir haben im Grunde nichts anderes gemacht, als dekadente Partys zu veranstalten. Als sie dann auch noch ihre Oma beerbte, wussten wir gar nicht mehr, wohin mit dem Geld.“ Chabrol habe daraufhin 1957 beschlossen, eine Filmarbeit zu machen, „um wenigstens einen Teil der Kohle auszugeben“. Er habe den unerwarteten Erfolg des Films bedauert, denn damit habe er sich „gezwungen“ gesehen, mit dem Filmen weiterzumachen. Dieser Ehe (1952–1964) entstammen die Söhne Jean-Yves (* 1954, Architekt) und Matthieu Chabrol (* 1956), der als Musiker und Komponist die Filmmusik für einige Filme seines Vaters komponierte. In zweiter Ehe (1964–1980) war Chabrol mit der Schauspielerin Stéphane Audran verheiratet; der gemeinsame Sohn, der Schauspieler Thomas Chabrol, trat auch in Filmen seines Vaters auf, so etwa in Betty. 1983 heiratete er Aurore Pajot, die früher als „Skript Girl“ bzw. Script Supervisor arbeitete und ihren Mann häufig bei Dreharbeiten begleitete. Chabrol war bekennender Kommunist und als Gourmet und Workaholic bekannt. 1989 wurde er zum „Pfeifenraucher des Jahres“ gewählt. Chabrol bezeichnete sich selbst als einen Feministen, unter anderem machte er dies an der Wertschätzung seiner Ehefrauen deutlich: „Mit jeder Ehe gab es auch eine Überraschung. Meine erste Frau hatte viel Geld, was ich vorher nicht wusste. Die zweite erwies sich plötzlich als begnadete Schauspielerin. Und die dritte hat sich als wunderbarste Gattin herausgestellt, die auch noch wunderbar kocht, und das ist das größte Glück meines Lebens.“
Um sein Filmteam, das er auch als seine erweiterte Familie betrachtete, bei guter Laune zu halten, suchte er stets Drehorte auf, in denen auch ein gutes Restaurant erreichbar war.
Eine intensive Arbeitsbeziehung teilte er mit dem Komponisten Pierre Jansen, der zu 30 seiner Filme die Musik komponierte, und der Charakterdarstellerin Isabelle Huppert, die in sieben seiner besten Filme auftrat: „Chabrol kennt mich besser als jeder andere. Wir brauchen keine kilometerlangen Gespräche. Wir verstehen einander auch ohne Worte.“
Chabrol verfilmte unter anderem Werke von Henry James, Cornell Woolrich, Flaubert, Henry Miller, Patricia Highsmith, Ellery Queen und Simenon, sowie Fantomas. Das französische Bürgertum war seine Lieblingsdomäne: Mit filmischen Mitteln sezierte er das Verhältnis der Bourgeoisie zu Geld und Macht, schildert deren Intrigen, ihre Dekadenz und ihre Geilheit. Mehr noch den gutbürgerlichen Mittelstand, der sich an den fremdbestimmten oder selbstgesetzten Wünschen und Ansprüchen, an dem gewünschten Selbstbild abarbeitet, bis das Selbstbewusstsein bröckelt und mit Obsessionen und Pathologien bestraft wird.

Grabplatte auf dem Friedhof Père-Lachaise

Bei Kollegen war Chabrol beliebt für seinen „geistreichen“ und „ansteckenden Witz“, mit dem er schon in der Cinémathèque française ideologisch-ästhetische Debatten „entkrampfte“, wie Volker Schlöndorff beobachtete. Für Hanns Zischler war er „ein ausgesprochen herzlicher Mensch und sehr unterhaltsam. Er konnte eine außerordentlich gute Stimmung verbreiten.“ Zudem kenne er niemanden, der so viele Filme gesehen hat und von so vielen Filmen begeistert sprechen konnte wie Chabrol.
2000 war Chabrol Jury-Mitglied bei den Internationalen Filmfestspielen von Venedig. Ein großer Verehrer von Chabrols Filmkunst war der deutsche Filmemacher Rainer Werner Fassbinder, der Chabrols Filme 1975 in einem Essay analysierte, aber auch kritisierte. Gelegentlich trat Chabrol als Schauspieler in Filmen von Kollegen in Erscheinung.
Claude Chabrol wurde auf dem Friedhof Père-Lachaise in Paris beigesetzt.

## Filmografie

### Regie
- 1958: Die Enttäuschten (Le beau Serge)
- 1959: Schrei, wenn du kannst (Les cousins)
- 1959: Schritte ohne Spur (À double tour)
- 1959: Die Unbefriedigten (Les bonnes femmes)
- 1960: Speisekarte der Liebe (Les godelureaux)
- 1961: Die sieben Todsünden (Les sept péchés capitaux) (Episode L’avarice)
- 1962: Das Auge des Bösen (L'œil du malin)
- 1962: Der Frauenmörder von Paris (Landru)
- 1964: Die Frauen sind an allem schuld (Les plus belles escroqueries du monde) (Episode: L’homme qui vendit la Tour Eiffel)
- 1964: Der Tiger liebt nur frisches Fleisch (Le tigre aime la chair fraîche)
- 1965: Der Tiger parfümiert sich mit Dynamit (Le tigre se parfume à la dynamite)
- 1965: M.C. contra Dr. KHA (Marie-Chantal contre le docteur Kha), auch Drehbuchbeteiligung
- 1966: La ligne de démarcation
- 1967: Champagner-Mörder (Le scandale)
- 1967: Die Straße von Korinth (La route de Corinthe)
- 1968: Zwei Freundinnen (Les biches)
- 1968: Die untreue Frau (La femme infidèle)
- 1969: Das Biest muß sterben (Que la bête meure)
- 1970: Der Schlachter (Le boucher)
- 1970: Der Riß (La rupture)
- 1971: Vor Einbruch der Nacht (Juste avant la nuit)
- 1971: Der zehnte Tag (La décade prodigieuse)
- 1972: Der Halunke (Docteur Popaul)
- 1973: Blutige Hochzeit (Les noces rouges)
- 1974: Ein lustiges Leben (Une partie de plaisir)
- 1974: Nada
- 1975: Die Unschuldigen mit den schmutzigen Händen (Les innocents aux mains sales)
- 1975: Die Schuldigen mit den sauberen Händen (Les magiciens)
- 1976: Die verrückten Reichen (Folies bourgeoises)
- 1976: Alice (Alice ou la dernière fugue)
- 1978: Blutsverwandte (Les liens de sang)
- 1978: Violette Nozière
- 1979: Fantomas: 1. Verhängnisvolle Rendezvous (Fantomas: 1. L’échafaud magique)
- 1979: Fantomas: 4. Der rote Diamant (Fantomas: 4. Le tramway fantôme)
- 1980: Traumpferd (Le cheval d’orgueil)
- 1981: Die Wahlverwandtschaften (Les affinités électives) (TV)
- 1982: Die Fantome des Hutmachers (Les fantômes du chapelier)
- 1984: Das Blut der Anderen (Le sang des autres)
- 1985: Hühnchen in Essig (Poulet au vinaigre)
- 1986: Inspektor Lavardin oder Die Gerechtigkeit (Inspecteur Lavardin)
- 1986: Masken (Masques)
- 1987: Der Schrei der Eule (Le cri du hibou)
- 1988: Eine Frauensache (Une affaire de femmes)
- 1988: Inspektor Lavardin: Die schwarze Schnecke (Les dossiers de l’inspecteur Lavardin: L’escargot noir) (TV)
- 1988: Inspektor Lavardin: Tödliches Rätsel (Les dossiers de l’inspecteur Lavardin: Maux croisés) (TV)
- 1990: Stille Tage in Clichy (Jours tranquilles à Clichy)
- 1990: Dr. M
- 1991: Madame Bovary
- 1992: Betty
- 1993: Das Auge von Vichy (L’œil de Vichy, Dokumentarfilm)
- 1994: Die Hölle (L’enfer)
- 1995: Biester (La cérémonie)
- 1996: Cyprien Katsaris (TV)
- 1997: Das Leben ist ein Spiel (Rien ne va plus)
- 1999: Die Farbe der Lüge (Au cœur du mensonge)
- 2000: Chabrols süßes Gift (Merci pour le chocolat)
- 2003: Die Blume des Bösen (La fleur du mal)
- 2004: Die Brautjungfer (La demoiselle d’honneur)
- 2006: Geheime Staatsaffären (L’ivresse du pouvoir)
- 2007: Die zweigeteilte Frau (La Fille coupée en deux)
- 2007: Chez Maupassant (TV-Serie, Folgen La parure und Le petit fût)
- 2009: Kommissar Bellamy (Bellamy)

### Auftritte als Darsteller
- 1966: Brigitte und Brigitte (Brigitte et Brigitte) – Regie: Luc Moullet
- 1970er: The Other Side of the Wind (veröffentlicht 2018)
- 1977: Ein irrer Typ (L'Animal)
- 1983: Polar – Unter der Schattenlinie (Polar) – Regie: Jacques Bral
- 1985: Ein Tag in Paris (Suivez mon regard) – Regie: Jean Curtelin
- 1987: Alle Vöglein sind schon da (Alouette, je te plumerai) – Regie: Pierre Zucca
- 1991: La femme normale (Sam Suffit) – Regie: Virginie Thévenet
- 1993: Hotel de Suède, Zimmer 12 – Auf den Spuren von „Außer Atem“ – Regie: Claude Ventura, Xavier Villetard
- 2006: Avida
- 2010: Gainsbourg – Der Mann, der die Frauen liebte (Gainsbourg – Vie héroïque)

### Drehbücher zu Filmen anderer Regisseure
- 1988: Inspektor Lavardin: Der Teufel in der Stadt (Les dossiers de l’inspecteur Lavardin: Le diable en ville)
- 2002: Untreu (Unfaithful) – (als Vorlage diente Chabrols Drehbuch zu „Die untreue Frau“ von 1968)

## Auszeichnungen

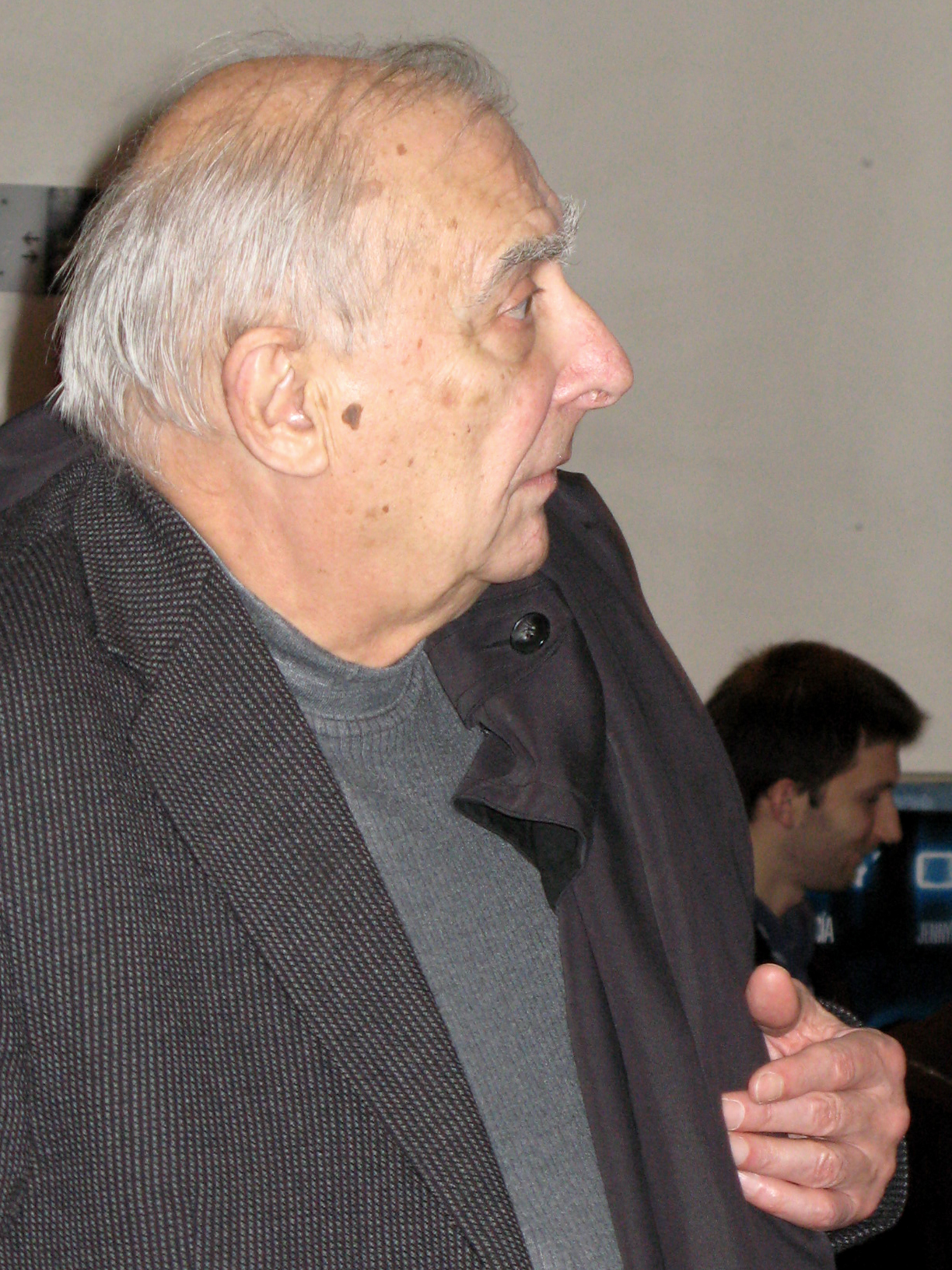
Chabrol beim Festival international du film d'Amiens, 2008

- 1958: Silbernes Segel des Internationalen Filmfestivals von Locarno für Die Enttäuschten
- 1959: Jean-Vigo-Preis für Die Enttäuschten
- 1959: Goldener Bär der Internationalen Filmfestspiele von Berlin für Schrei wenn du kannst
- 1959: nominiert für den Goldenen Löwen der Internationalen Filmfestspiele von Venedig für Schritte ohne Spur
- 1971: Bodil in der Kategorie Bester europäischer Film für Der Schlachter
- 1978: nominiert für die Goldene Palme der Internationalen Filmfestspiele von Cannes für Violette Nozière
- 1985: nominiert für die Goldene Palme der Internationalen Filmfestspiele von Cannes für Hühnchen in Essig
- 1989: nominiert für den César als bester Regisseur für Eine Frauensache
- 1989: Pfeifenraucher des Jahres
- 1995: nominiert für den Goldenen Löwen der Internationalen Filmfestspiele von Venedig für Biester
- 1996: nominiert für den César in den Kategorien Film, Regie und Drehbuch für Biester
- 1997: Goldene Muschel und Regiepreis des Festival Internacional de Cine de Donostia-San Sebastián für Das Leben ist ein Spiel
- 2000: Louis-Delluc-Preis für Chabrols süßes Gift
- 2003: Europäischer Filmpreis für das Lebenswerk
- 2005: Prix René Clair der Académie française für sein Lebenswerk
- 2009: Berlinale Kamera[19]